# الانتخابات التشريعية السورية 1928
الانتخابات التشريعية في سورية 1928، هي أول انتخابات تشريعية في تاريخ سورية الحديث. أما الانتخابات السابقة كانتخابات المؤتمر السوري العام، فكانت مقتصرة على ناخبي الدرجة الأولى فحسب، دون انتخاب جميع الشعب. كالانتخابات التي جرت حتى عام 1947، جرت هذه الانتخابات وفق نظام الدرجتين، القائم على ديمقراطية تمثيلية، بانتخاب الشعب في الدوائر الصغرى لناخب أولي والناخبون الأوليون ينتخبون على أساس دائرة كبرى نواب الدائرة. الانتخابات نصّ عليها صك الانتداب وكذلك اتفاق الداماد دي جوفنيل، واستطاع تحقيها الرئيس تاج الدين الحسني بتفاهمه مع المفوضية العليا. أفرزت الانتخابات جمعية تأسيسة تولت وضع دستور 1930.